# Brittany Byrnes
Brittany Anne Byrnes (Australia, 31 luglio 1987) è un'attrice australiana, nota per il ruolo di Charlotte Watsford in H2O.

## Biografia
Brittany Byrnes è nata in Australia e all'età di quattro anni ha iniziato a praticare danza alla Bradshaw Dancers Performing Arts Academy di Sydney. Ha frequentato il Terra Sancta College a Quakers Hill, un sobborgo di Sydney, durante gli anni del liceo ed è stata una cheerleader fino al 2007.
Ha cominciato a recitare all'età di 8 anni: la sua prima parte è stata quella nel film Babe - Maialino coraggioso, nel 1995.

## Filmografia

### Cinema
- Babe - Maialino coraggioso (Babe), regia di Chris Noonan (1995)
- Una bracciata per la vittoria (Swimming Upstream), regia di Russell Mulcahy (2003)

### Televisione
- Heartbreak High – serie TV, episodi 1x24-1x25 (1994)
- G.P. – serie TV, episodi 5x16-8x22 (1993-1996)
- Twisted Tales – serie TV, episodi 1x9 (1996)
- Children's Hospital – serie TV, episodio 1x07 (1998)
- Breakers – serie TV (1998)
- The Violent Earth – miniserie TV, episodi 1x1-1x2-1x3 (1998)
- BeastMaster – serie TV, episodio 1x10 (2000)
- Search for Treasure Island – serie TV, 26 episodi (1998-2000)
- Water Rats – serie TV, episodi 5x30-5x31 (2000)
- Fantasmi alla riscossa (When Good Ghouls Go Bad), regia di Patrick Read Johnson – film TV (2001)
- Escape of the Artful Dodger – serie TV, 13 episodi (2001)
- Lasciate in pace i koala (Don't Blame the Koalas) – serie TV, episodio 1x19 (2002)
- Mermaids, regia di Ian Barry – film TV (2003)
- Little Oberon, regia di Kevin Carlin – film TV (2005)
- H2O (H2O: Just Add Water) – serie TV, 24 episodi (2007-2008)
- Scorched, regia di Tony Tilse – film TV (2008)
- All Saints – serie TV, 4 episodi (1998-2008)
- Toybox – serie TV, 244 episodi (2010-2013)
- We Are Darren and Riley – serie TV, episodio 1x7 (2014)
- Wonderland – serie TV, episodio 2x6 (2014)

## Doppiatrici italiane
Nelle versioni in italiano dei suoi film, Brittany Byrnes è stata doppiata da:
- Federica Valenti in Fantasmi alla riscossa[2]
- Monica Vulcano in H2O

## Premi e candidature
- 2005 - AACTA Awards
  - Nomination Young Actor's Award (Little Oberon)

- 2008 - AACTA Awards
  - Nomination Miglior attrice non protagonista in una serie televisiva (H2O)[3]